# Vasile Bărbulescu
Vasile Bărbulescu (n. 14 septembrie 1926, Scornicești, județul Olt - d. 1991) a fost un demnitar comunist, cumnat cu Nicolae Ceaușescu prin căsătoria cu sora acestuia, Elena.

## Biografie
Vasile Bărbulescu a lucrat în perioada 1942-1949 ca muncitor la o moară din Scornicești. După război, s-a înscris în Uniunea Tineretului Comunist, iar în 1947 a fost numit secretar al organizației UTC din comuna Scornicești. În 1949 a fost desemnat instructor la Comitetul UTC al plășii Potcoava. După satisfacerea stagiului militar (1949-1950), Vasile Bărbulescu a fost promovat activist la Comitetul raional Slatina, în funcția de instructor. Ulterior, partidul l-a trimis instructor la Comitetul regional UTC Argeș, în perioada 1952-1954. La finalul acestui stagiu a primit carnetul de membru al Partidului Muncitoresc Romîn, întorcându-se în satul natal, unde a lucrat la CAP. După doi ani, în 1958, Vasile Bărbulescu a fost numit președinte al Comitetului executiv al Consiliului popular comunal Scornicești. A deținut această funcție până în 1960, când a fost desemnat președinte al CAP Scornicești.

## Studii
Vasile Bărbulescu a urmat Școla de partid de șase luni - 1950; Academia de Studii Social-Politice "Ștefan Gheorghiu" din București, Facultatea de Economie - 1974.

## Funcții politice
În 1968 Vasile Bărbulescu a fost ales membru al Comitetului județean de partid Olt și apoi deputat în Marea Adunare Națională (1969). În noiembrie 1982, Nicolae Ceaușescu l-a impus în funcția de prim-secretar al Comitetului județean de partid și președinte al Comitetului Executiv al Consiliului popular al județului Olt, funcție pe care a deținut-o până în 1986. În perioada 2 martie 1983-29 octombrie 1987 a fost membru al Consiliului Silviculturii. La data de 22 decembrie 1989 deținea următoarele funcții: membru CC al PCR (din 1979), membru al Secretariatului CC al PCR (din 1986); deputat în Marea Adunare Națională în sesiunile (1969 - 1975), (1980 - 1985) și (1985 - 1989).

## Distincții
- titlul de Erou al Muncii Socialiste și medalia de aur „Secera și Ciocanul” (26 decembrie 1972) „pentru merite deosebite în opera de construire a socialismului, cu prilejul aniversării a 25 de ani de la proclamarea Republicii”[6]
- Ordinul „23 August” clasa I (20 august 1984) „pentru contribuția deosebită adusă la înfăptuirea politicii Partidului Comunist Român de făurire a societății socialiste multilateral dezvoltate în patria noastră, cu prilejul celei de-a 40-a aniversări a revoluției de eliberare socială și națională, antifascistă și antiimperialistă”[7]
- Medalia jubiliară „25 de ani de la încheierea cooperativizării agriculturii în Republica Socialistă România” (15 iunie 1987) „pentru contribuția deosebită adusă la înfăptuirea cooperativizării agriculturii și la realizarea obiectivelor noii revoluții agrare, cu prilejul aniversării a 25 de ani de la încheierea cooperativizării agriculturii în Republica Socialistă România”[8]